# Bitka za Ilovo goro
Bitka za Ilovo goro je potekala 4. in 5. novembra 1943 med silami NOV in POS in Tretjega rajha. 
Zaradi slabe taktične razporeditve in slabih poveljniških odločitev so partizanske sile doživele enega najhujših porazov med drugo svetovno vojno.

## Udeležene enote
NOV in POS
- Ljubljanska brigada

Tretji rajh
- 162. pehotna divizija